# 射频识别

沃尔玛正在使用的射频标签

射频识别（英語：Radio-frequency identification）是一种無線通信技术，可以通过无线电讯号识别特定目标并读写相关数据，而无需识别系统与特定目标之间建立机械或者光学接触。
無線電的訊號是通過調成無線電頻率的電磁場，把數據從附著在物品上的標籤上傳送出去，以自動辨識與追蹤該物品。某些標籤在識別時從識別器發出的電磁場中就可以得到能量，並不需要電池；也有標籤本身擁有電源，並可以主動發出無線電波（調成無線電頻率的電磁場）。標籤包含了電子儲存的信息，數公尺之內都可以識別。與條形碼不同的是，射頻標籤不需要處在識別器視線之內，也可以嵌入被追蹤物體之內。
許多行業都運用了無線射頻辨識技術。將標籤附著在一輛正在生產中的汽車，廠方便可以追蹤此車在生產線上的進度。倉庫可以追蹤藥品的位置。射頻標籤也可以附於牲畜與寵物上，方便對牲畜與寵物的積極識別（防止數隻牲畜使用同一個身份）。無線射頻辨識的身份識別卡可以使員工得以進入建築鎖住的部分，汽車上的射頻應答器也可以用來徵收收費路段與停車場的費用。
某些射頻標籤附在衣物、個人財物上，甚至於植入人體之內。由於這項技術可能會在未經本人許可的情況下讀取個人資訊，這項技術也會有侵犯個人隱私之隱憂。

## 應用
射頻標籤可以附著於物品上並用於對庫存、資產、人員等的追蹤與管理。譬如，射頻標籤可以附著於轎車上，電腦設備上，書籍上，行動電話上等。

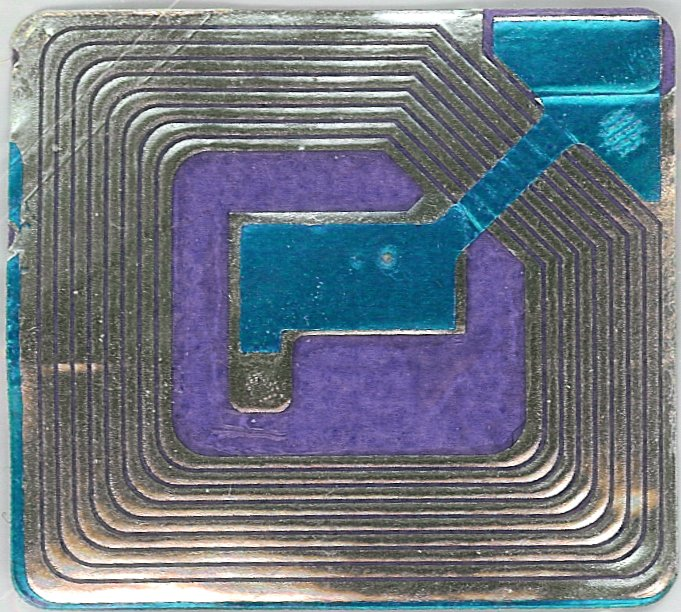
貼式商品射頻辨識

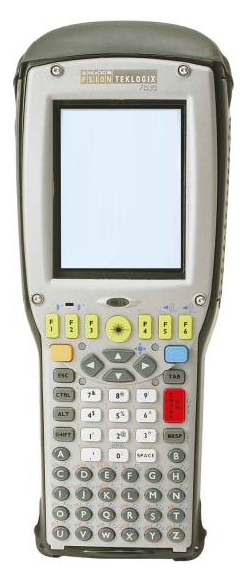
讀取機

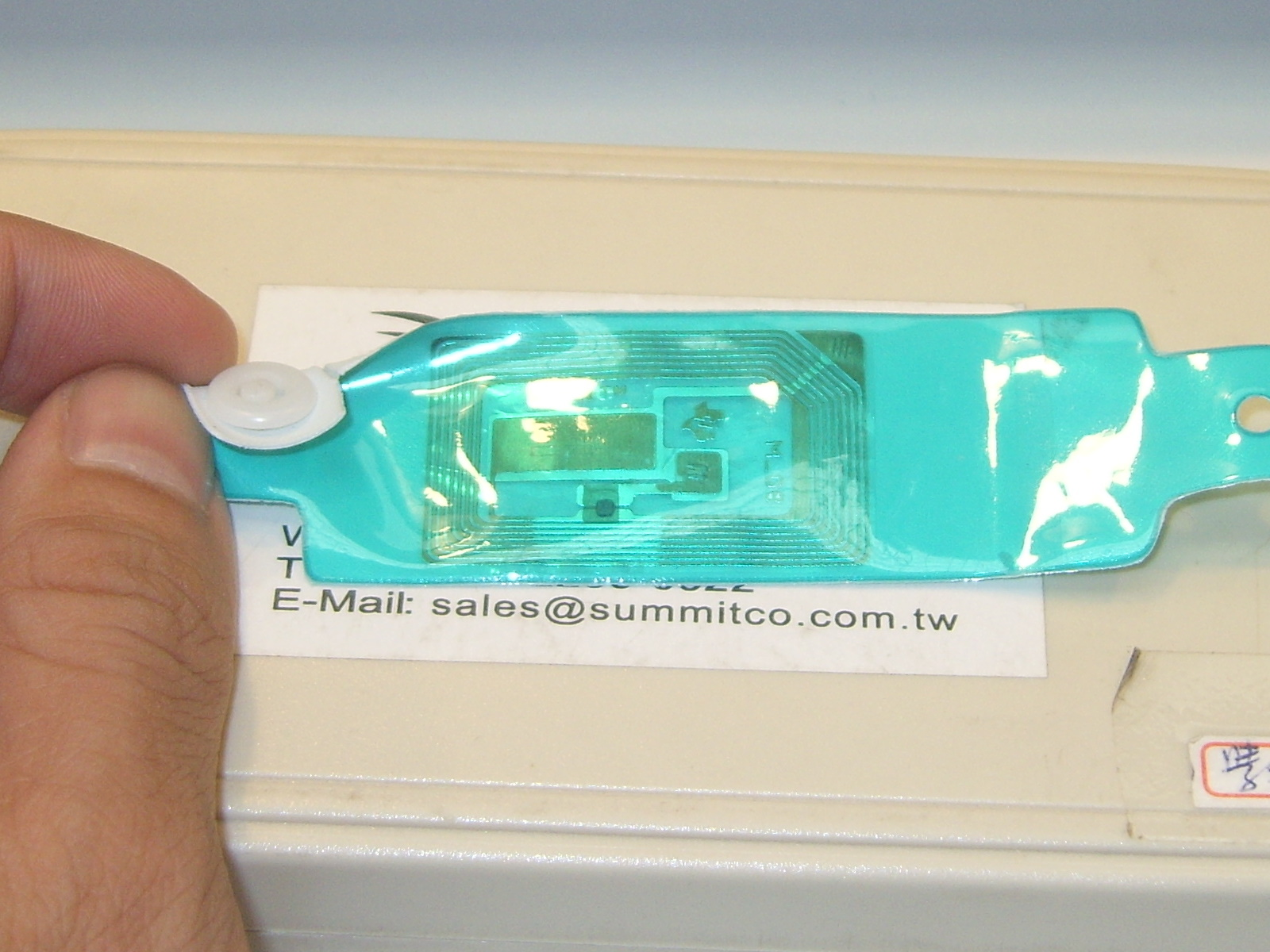
醫療用途射頻辨識

在社群媒體領域裏，射頻識別被用於鏈接虛擬世界和現實世界。社會媒體中的射頻識別於2010年Facebook年會上首次亮相。
射頻識別與手動系統如條形碼相比有幾項優勢。即便標籤被他物遮蓋或者不可見，射頻標籤只要靠近或經過一個讀取器就可以讀取。無論是在手提箱裏，紙箱裏，盒子裏等，射頻標籤都可以被讀取。讀取機可以一次讀取上百個射頻標籤，而條形碼只能一次一讀。近年由於低用電顯示器例如電子墨水屏的技術成熟，結合射頻識別技術，可以製作成商場貨架的電子價格標簽，提升了零售商的便利。
在2011年，生產一個被動式射頻標籤的價格是美元5分起跳；配在金屬上的或是可以承受伽馬射線除菌過程的特殊標籤最高可以達到5美元。用於追蹤貨櫃、醫療器械、或者在數據中心監視環境的主動式標籤的單價是50美元起跳，最高100元。可以監控溫度與濕度的“電池輔助型被動標籤”（Battery Assisted Passive tags，BAP tags）在美元3至10元之間。
射頻識別技術可應用的領域十分廣泛，主要決定因素是該項技術在相應領域中的經濟效益。經常提到的具體應用包括：
- 鈔票及產品防偽技術
- 身份證、護照、通行證（包括門票）
- 電子收費系統（如公交卡）
- 家畜、寵物或野生動物識別
- 病人識別及電子病歷
- 物流管理

無線射頻辨識可以實現從商品設計、原材料採購、半成品與製成品之生產、運輸、倉儲、配送、銷售，甚至退貨處理與售後服務等所有供應鏈環節之即時監控，準確掌握產品相關資訊，諸如各類、生產商、生產時間、地點、顔色、尺寸、數量、到達地、接收者等
- 行李分類

香港國際機場及荷蘭阿姆斯特丹國際機場等都部署了使用被動式無電源標籤的無線射頻辨識行李分類解決方案。和使用條碼的行李分類解決方案相比，使用被動式無電源標籤的射频识别行李分類解決方案可從不同角度識別行李標籤的ID，識別速度更快，結果更準確，標籤上的資訊儲存量也比條碼多。
- 門禁系統

許多地區、倉庫、辦公室、學校及住宅等，都在大門及房門設有讀卡器，用以控制何人、何時、何地的出入。在整個電子商務領域，許多人把射頻識別技術視為繼互聯網和移動通信兩大技術浪潮後的又一次大潮。

### 图书馆
圖書館已經使用射頻識別来代替館藏上的條碼。標籤能够包含識別資訊或只作为一個資料庫的主鍵。一個射頻識別系统能够代替或輔助條碼，並能提供另一種目錄管理和讀者自助式借閱的方法。它同樣可以當作一種安全設備来代替傳統的電磁安全條碼。據估計如今全球超過3,000萬的館藏已使用射頻識別標籤，裡面包括羅馬的梵蒂岡圖書館。
既然射頻識別標籤能够透過一個物體被讀取，那就没有必要打開一本書的封面或DVD殼来掃描它。無論是在傳輸帶上運輸的書本還是一疊厚厚的書本都能被讀取，這減少了工作人員作業的時間，並且能由借閱者們自行完成，也減少了需要圖書館工作人員幫助的時間。藉由攜帶型閱讀器，在一整排書架上的材料目錄在幾秒内就能被掃描完成。然而在1997年這項技術對許多小型圖書館來說還太昂貴。對於一個中型圖書館來說更換周期也大約在11個月左右。一項2004年荷蘭的預估指出一個一年借出70萬本書的圖書館需要支付5萬歐元的费用（借還機需一萬，監測門廊需一萬，標籤每個0.36歐元）。射頻識別技術取代了大部分職員的職能，這意謂着所需工作人員的減少和其中一些人員的被解雇。事實上，圖書館在人事上的預算減少而在基礎設施上的預算增加，使得圖書館通過增設自動化設備來彌補職員人數的減少。不過，讓射頻識別技術接管的工作對管理員來說並不是首要任務。一項在荷蘭的調查表明，借閱者對工作人員如今能更好地回答疑問感到滿意。
隐私问题在图书馆使用射频识别过程中被提了出来。由于一些射频识别标签能够在高达100米的地方被读取，一些人士担忧敏感信息会以一种不合法的方式被读取。其实，图书馆的射频识别标签不包含任何光顾者的信息。大多数图书馆使用的标签所发出的频率只能在大约3米范围内才能被读取。不过另一种非图书馆机构能够在不被管理员许可的情况下偷偷记录下每一个离开图书馆的人的射频识别标签。一个简单的应对方法是让书本发射只与图书馆数据库有相关含义的密码。另一种强化方法是在每本书被归还后重新赋予密码。将来，读者可能会变得无处不在（并可能联网），那时被盗的书籍即使在图书馆外也能被追踪。如果标签小到在一个随即页中几乎不可见，那么移除标签也会变得困难。标签也很可能是由出版方植入的。

### 射頻識別晶片植入人體
美國食物及藥物管理局允許VeriChip公司將射频识别晶片直接移植到人體內，讓使用者不需攜帶卡片也可被識別。此外，也有科技狂熱者將射频识别植入體內，控制自己的電子設備。

## 運作

### 标签
無线射頻辨識系統將標籤附著在要辨識的物體上。一個叫詢問器（或稱閱讀器）的雙向無線電波收發器向標籤發出訊號並解讀其應答。閱讀器一般會將其收到的資訊傳輸到載有射頻識別中間件或者射頻識別軟件的電腦系統上。
射頻識別標籤利用電子技術將訊息儲存在一個永久性的儲存區上，標籤中間有一個微型無線電波收發器。閱讀器發出編碼過的無線電訊號來“詢問”射頻標籤，標籤收到訊號後發出自身的識別訊息來應答。識別訊息既可以是標籤自身的序列號，也可以是其他有關產品的資訊，如物料編號、生產日期、批數或批號、抑或是其他特定信息。
射頻識別標籤包括被動式標籤（無源標籤）、主動式標籤（有源標籤）、以及电池辅助式無源标签。主動（有源）標籤內置有電池，週期性發射識別訊號。電池輔助式無源（BAP）標籤內置有小電池，只在射頻閱讀器附近才會觸發。被動式標籤沒有電池，它是用閱讀器傳出的無線電波的能量來供給自身電力，所以更加便宜小巧。然而，为了使被动式标签工作，必须将其照射在约莫三倍于信号传输能量级的环境中，这导致了干涉和辐射问题。
標籤可以是唯讀式或讀寫式的：唯讀式標籤，廠方定出一個序列號，作為登錄該物品數據庫的密碼；讀寫式標籤，系統使用者可以把某物品的特定數據寫進標籤。現場可編程序的標籤是单次写入多次读取（WORM）的，用戶可以把產品的電子碼寫進空白標籤裏。一个没有序列号的标签常常会有被操控的危险。
射頻識別標籤至少有兩部分：一是一個集成電路來存儲和處理信息、調製和解調一段射頻信號、從閱讀器傳來訊號中的收集直流電能等等；二是一個天線收取信號傳導信號。标签信息被储存在了非易失性内存中。射频识别标签包括一个逻辑集成芯片或一个已编程或可编程的数据处理器来分别处理和传送传感器数据。
射频识别阅读器发出一个加密的无线信号来询问标签。标签收到信号后用它本身的序列号和其他信息来回应它。这可能是独一无二的标签序列号或者是像储藏量、份额、批号、生产日期这样的与产品相关的具体信息。

### 阅读器
固定式閱讀器，裝置若干部便可以創造一個可嚴密控制的“詢問區”，標籤進出詢問區時就可以在這個界限分明的閱讀器區域中被讀取。移動式閱讀器則可以手持使用或者裝在車輛上使用。

### 频率
| 頻帶                              | 頻帶分級級別   | 規章管理          | 讀取範圍（米） | 數據速度   | 備註                                | 標籤估價 （以2006年美元計算） |
| --------------------------------- | -------------- | ----------------- | -------------- | ---------- | ----------------------------------- | ----------------------------- |
| 120到150                          | 低频/LF        | 無規定            | 0.1            | 低速       | 動物識別，工廠數據的收集            | 1元                           |
| 13.56                             | 高频/HF        | 全世界通用ISM频段 | 1              | 低速到中速 | 小卡片                              | 0.50元                        |
| 433                               | 特高頻/UHF     | 近距离设备SRD     | 1-100          | 中速       | 國防應用（主動式標籤）              | 5元                           |
| 868到870百萬赫茲（歐洲） 902到928（北美） | 特高頻/UHF     | ISM頻段           | 1-2            | 中速到高速 | 欧洲商品编码，各種標準              | 0.15元（被動式標籤）          |
| 2450到5800                        | 微波/microwave | ISM頻段           | 1-2            | 高速       | 802.11 WLAN（無線局域網），藍牙標準 | 25元（主動式）                |
| 3.1到10                           | 微波/microwave | 超寬頻            | 最高200        | 高速       | 需要半主動或主動標籤                | 設計為5元                     |

閱讀器和標籤之間的訊號傳播有好幾種方式。這幾種方式卻相互不能兼容，而是要取決於標籤所使用的頻帶。靠短波和長波運作的標籤的非常接近讀取器的天線（短於一個波長的距離）。在近場區中，标签以电子的方式与读取器中的发射器紧密地耦合在一起。该标签可以通过改变标签所表示的电气负载，调制由读取器产生的电场。通过在较低和较高的相对负载之间进行切换，该标签产生读取器可以检测到的变化。在UHF和更高的频率上，该标签不止有读取器的一个无线电波长。标签可以反馈信号。有源标签可以包含功能分离的发射器和接收器，标签不必对读取器询问信号的频率作出回应。

### 信令
电子产品码（EPC）是标签中储存的常见的数据类型。当由RFID标签打印机写入标签时，标签包含96位的数据串。前8位是一个标题，用于标识协议的版本。接下来的28位识别管理这个标签的数据的组织；该组织的编号是由EPCglobal协会分配的。接下来的24位是对象分类，用于确定是什么类别的产品，最后36位是这个标签唯一的序列号。最后这两个字段是由发布该标签的组织来设置的。与URL不同的，总的电子产品码编号可以用来作为进入全球数据库的钥匙，它能唯一地标识一个特定的产品。
一般来说，会有多个标签同时回应标签读取器，例如，很多个贴有标签的单独的产品可能会被放在一个共用的盒子或一个共用的托盘上进行运输。冲突检测在能够读取这样的数据时是非常重要的。使用两种不同类型的协议来“辩识”某一标签，能够从许多类似的标签之中读取出它的数据。在slotted Aloha系统中，读取器发出一个初始化命令和一个参数，标签单独用来伪随机地延迟它们的回应。当使用“自适应二进制树”的协议时，读取器发送一个初始化符号，然后一次发送一位ID数据，只有与这一位相符的标签才会响应，最终只有一个标签能符合整个ID字符串。

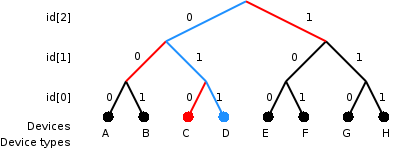
用于识别RFID标签的二进制树法一例。

这两种方法在用于多个标签或多个重叠的读取器时都有缺点。

## 电子产品码資訊系統
RFID標籤中的EPC資訊，可由後台資訊系統EPICS來儲存與管控，EPCIS (EPC Information Service)是GS1在其EPCglobal （页面存档备份，存于） Network架構中的一個重要標準，它負責儲存EPC及其相關動態資訊，每一筆資訊稱為事件（Event），並依權限提供查詢介面。
EPCIS所儲存的EPC事件中，包含此EPC在某時某地之各種狀態，並歸納成4W（What/When/Where/Why），各參與單位都能以本身的權限查詢物品的狀態，其事件資料可以被如下範例解讀：
- What - 識別代碼為12345商品於
- When - 2012年3月1日上午10時在
- Where - 工廠甲之閘門A，被讀取到
- Why - 正要被運送（shipping），其後續狀態為運送中（in-transit）

EPCIS標準是公開且免費的，有意願的廠商都可以從GS1 EPCglobal下載規格後開發實作，如果儲存及查詢的資料是跨國性的，則建議採用標準EPC編碼、標準商用字彙編碼及標準資料格式，以期對商品資料的判讀一致。在實務上，各廠商亦可不自行建置而租賃集中式的EPCIS系統，例如創識科技的 （页面存档备份，存于）EPCIS系統。

## 射频识别标签的类别

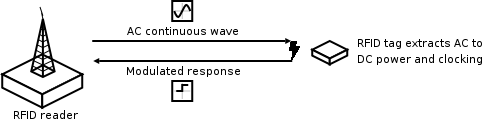
RFID反馈信号。

依據标签內部供电有無，RFID标签分为被动式、半被动式（也稱作半主动式）、主动式三類。

### 被動式
被动式标签没有内部供电电源，其内部集成电路通过接收到的电磁波进行驱动，这些电磁波是由RFID讀取器发出的。当标签接收到足够强度的訊号时，可以向讀取器发出数据。这些数据不仅包括ID号（全球唯一代碼），还可以包括预先存在于标签内EEPROM（電可擦拭可編程唯讀記憶體）中的数据。
由于被动式标签具有价格低廉，体积小巧，无需电源等优点。目前市场所運用的RFID标签以被动式为主。
被動式射頻標籤藉由讀取器發射出的電磁波獲得能量，並回傳相對應的反向散射訊號至讀取器。然而在傳播路徑衰減的環境下，限制了標籤的讀取距離。

### 半被動式
一般而言，被動式標籤的天線有兩種作用：
1. 接收讀取器所發出的電磁波，藉以驅動標籤內的IC。
2. 標籤回傳信號時，需要藉由天線的阻抗作訊號的切換，才能產生0與1的數位變化。關鍵是，想要有最好的回傳效率的話，天線阻抗必須設計在“開路與短路”，這樣又會使信號完全反射，無法被標籤的IC接收，半被動式的標籤設計就是為了解決這樣的問題。半被動式的規格類似於被動式，只不過它多了一顆小型電池，電力恰好可以驅動標籤內的IC，若標籤內的IC僅收到讀取器所發出的微弱訊號，標籤還是有足夠的電力將標籤內的記憶體資料回傳到讀取器。這樣的好處在於，半被動式標籤的內建天線不會因讀取器電磁波訊號強弱，而無法執行任務，並自有足夠的電力回傳信號。相較之下；半被動式標籤，比被動式標籤在反應上速度更快，距離更遠及效率更好。

### 主動式
與被動式和半被動式不同的是，主動式標籤本身具有內部電源供應器，用以供應內部IC所需電源以產生對外的訊號。一般來說，主動式標籤擁有較長的讀取距離和可容納較大的記憶體容量可以用來儲存讀取器所傳送來的一些附加訊息。主動式與半被動式標籤差異為：主動式標籤可藉由內部電力，隨時主動發射內部標籤的記憶體資料到讀取器上。
主動式標籤又稱為有源標籤，內建電池，可利用自有電力在標籤周圍形成有效活動區，主動偵測周遭有無讀取器發射的呼叫信號，並將自身的資料傳送給讀取器。

## 技术及性能参数
射频识别标签是目前射频识别技术的关键。射频识别标签可存储一定容量的信息并具一定的信息处理功能，读写设备可通过无线电讯号以一定的数据传输率与标签交换信息，作用距离可根据采用的技术从若干厘米到1公里不等。
识别标签的外形尺寸主要由天线决定，而天线又取决于工作频率和对作用距离的要求。目前有四种频率的标签在使用中比较常见。他们是按照他们的无线电频率划分：低频标签（125或134.2 kHz），高频标签（13.56 MHz），超高频标签（868~956 MHz）以及微波标签（2.45 GHz）。由于目前尚未制定出针对超高频标签使用的全球规范，所以此类标签还不能够在全球统一使用。而超高频标签的應用目前也最受人们的注意，此类标签主要應用在物流領域。频率越高，作用距离就越大，数据传输率也就越高，识别标签的外形尺寸就可以做得更小，但成本也就越高。目前面向消费者的识别标签外形尺寸需求，一般以信用卡或商品条形码为准。
2005年初每标签的价格仍在30欧分左右，大批量（十亿个以上）生产的射频识别标签的价格在2011年已在10欧分上下。
鉴于标签和读写设备之间无需建立机械或光学接触，密码技术在整个射频识别技术领域中的地位必将日益提高。随着射频识别的普及，不同厂家的标签和读写设备之间的兼容性也将成为值得关注的问题。
此外，使用寿命、使用环境和可靠性也是重要参数。
射频识别技术還包括了一整套信息技术基础设施，包括：
- 射频识别标签，又称射频标签、电子标签，主要由存有识别代码的大规模集成线路芯片和收发天线构成，目前主要为无源式，使用时的电能取自天线接收到的无线电波中的能量；
- 射频识别读写设备以及
- 与相应的信息服务系统，如进存销系统的联网等。

將射頻類別技術與條碼技術相互比較，射頻類別擁有許多優點，如：
- 可容納較多容量。
- 通訊距離長。
- 難以複製。
- 對環境變化有較高的忍受能力。
- 可同時讀取多個標籤。

相對地有缺點，就是建置成本較高。不過目前透過該技術的大量使用，生產成本就可大幅降低。

## 侷限、問題與隱憂

### 金屬及液體環境對射频识别的影響
RFID特高頻（UHF）標籤因電磁反向散射（Backscatter）特點，對金屬和液體等環境比較敏感，可導致這種工作頻率的被動標籤（Passive tag）難以在具有金屬表面的物體或液體環境下進行工作，但此類問題隨著技術的發展已得到完全解決。

### 使用風險
由於RFID標籤無須直接與收發器接觸，使用者會在不知情的情況下被他人讀取標籤內存儲的信息，構成安全隱憂。

## 争议
- 《美國：從自由到法西斯主義》是一部在2006年由阿罗·拉索执导拍摄的纪录片，这部片在美国部分城市上映。

这部纪录片探讨了许多有关抗税运动的题材，包括了美国税务局、所得税、联邦储备系统、国民身分证、植入人体RFID标示（间谍芯片）、Diebold电子投票机器、全球化、美国沦为警察国家的可能性，以及其他主张政府迫害公民权利的案件。